# Nawsie (Jeziorzany)
Nawsie – część wsi Jeziorzany w Polsce, położona w województwie małopolskim, w powiecie krakowskim, w gminie Liszki.
W latach 1975–1998 Nawsie administracyjnie należały do województwa krakowskiego.